# Takifugu reticularis
Takifugu reticularis es una especie de peces de la familia Tetraodontidae en el orden de los Tetraodontiformes.

## Morfología
Los machos pueden llegar alcanzar los 29 cm de longitud total.

## Hábitat
Es un pez de mar de clima subtropical.

## Distribución geográfica
Se encuentran en Asia: Mar Amarillo y Mar de la China Oriental.